# 2019年中国北京世界园艺博览会

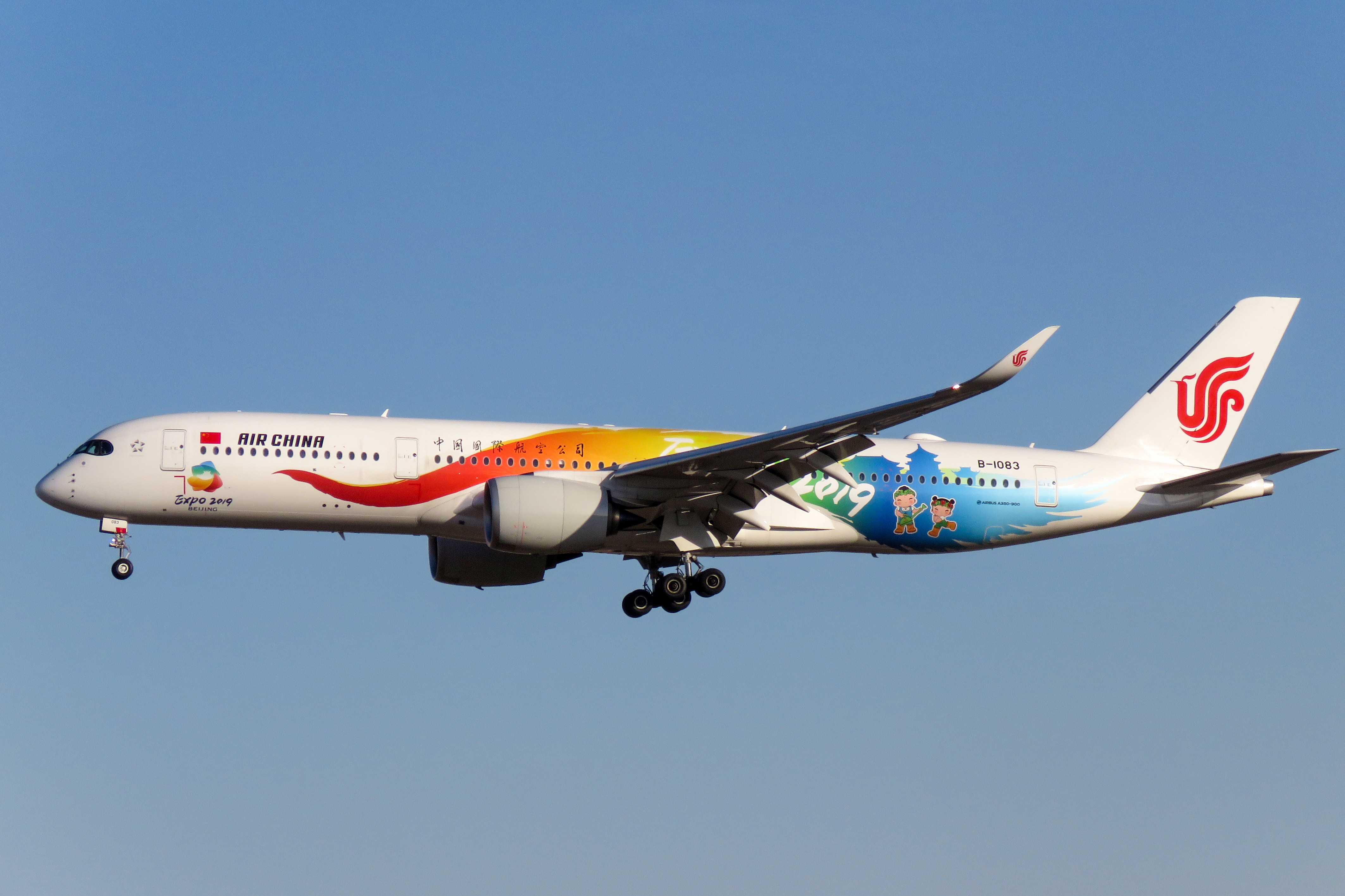
中国国际航空为本届世园会喷涂的空中客车A350-900“多彩世园号”彩绘机

2019年中国北京世界园艺博览会（简称：2019北京世园会或北京世园会），是一次在中国北京市延庆区举行的世界园艺博览会，是中国继云南昆明后第二个获得國際園藝博覽會批准及国际展览局认证授权举办的A1级国际园艺博览会。该次展会于2019年4月28日开幕、10月7日闭幕，展期达162天。北京世界園藝博覽會事務協調局发起的纪录片《影響世界的中國植物》在同年9月13日上映。

## 申办及筹备

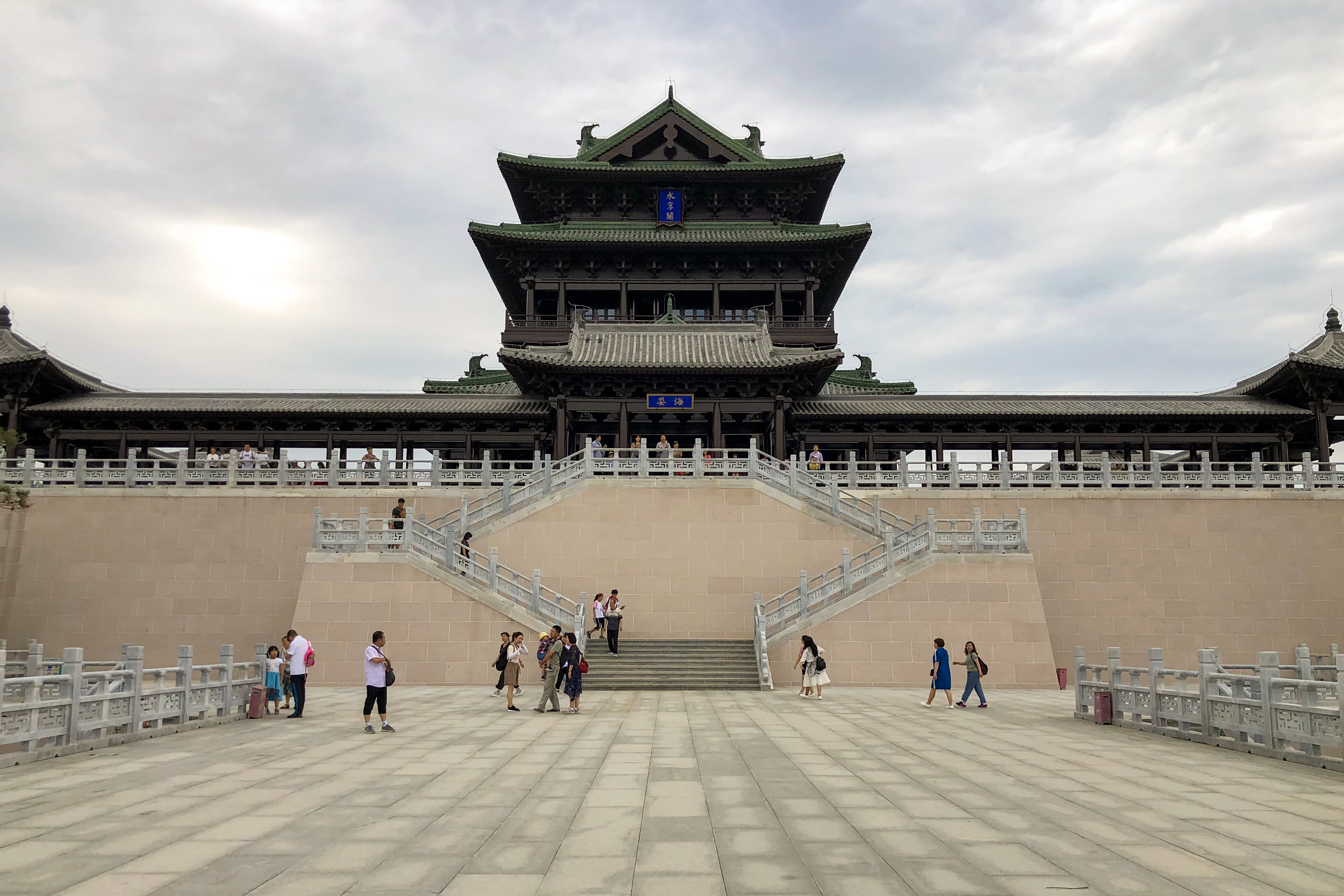
园区内新建的永宁阁

北京举办2019年世界园艺博览会的申请于2012年9月11日在第64届国际园艺生产者协会年会上获通过，同年11月21日，中国代表团在国际展览局第152次全体大会上发表申办声明。2014年6月11日，国际展览局第155次大会正式通过北京举办2019年世园会的申请，北京世界园艺博览会事务协调局于同年10月28日成立。

## 開幕式
此届世界園藝博覽會開幕式於2019年4月28日在北京世界園藝博覽會演藝中心舉行。

## 闭幕式
此届世界园艺博览会闭幕式于2019年10月9日晚在北京延庆举行，中国国务院总理李克强与一众外国领导人出席闭幕式。李克强致辞时代表中国政府和人民祝贺世园会成功举办，并对支持和参与世园会的各国朋友致以谢意。闭幕式由中国国务院副总理胡春华主持，李克强宣布世园会闭幕。

## 园区
2019年中国北京世界园艺博览会园区位于北京市延庆区延庆镇李四官庄村和谷家营村，2016年开建。村内原有的鱼塘被拓展成面积达7.3万平方米的妫汭湖，开挖的土方则在西侧堆积成25米高的天田山。世园会结束后，园区于2020年4月28日更名为北京世园公园。
世园公园国际馆于2022年冬季残疾人奥林匹克运动会期间曾临时改造为延庆冬残奥颁奖广场，是北京冬奥会与冬残奥会期间唯一一个只承担冬残奥任务的非竞赛场馆。

### 配套设施

#### 联外交通
作为2022年冬季奥林匹克运动会配套工程的京礼高速公路北六环至延庆段于2019年1月1日先行开通，内侧车道在高峰时段设置为世园会专用车道。
主办方在世园会园区南侧设置P1-P6及BH3共7个不同功能的停车场；在园区北侧设置P7停车场，在张山营镇京新高速附近设置P8停车场，在延庆经开区设置P9停车场，三个离园区较远的停车场都有免费接驳专线。
北京公交集团开行1条常规公交专线、5.5条周末及节假日公交专线及4条旅游专线，由市区内外各地直达世园会园区P3停车场。在国铁北京局集团协调下，S2线在周末及节假日满图运行，每天开行17.5对由黄土店开往延庆的市郊列车。在延庆站，1条免费接驳专线将旅客送至BH3停车场。城区对应的各个地铁站及各条地铁线路在世园会期间延长运营时间。